# مسابقات جهانی ژیمناستیک هنری ۱۹۸۵
مسابقات جهانی ژیمناستیک هنری ۱۹۸۵ بیست و سومین دوره مسابقات جهانی ژیمناستیک هنری است که در مونترآل، کانادا از ۲۳ تا ۳۰ نوامبر ۱۹۸۵ میلادی برگزار شده است.

## جدول مدال‌ها
| رتبه | کشور               | طلا | نقره | برنز | مجموع |
| ۱    | اتحاد جماهیر شوروی | ۱۱  | ۳    | ۲    | ۱۶    |
| ۲    | چین                | ۳   | ۳    | ۱    | ۷     |
| ۳    | آلمان شرقی         | ۲   | ۲    | ۶    | ۱۰    |
| ۴    | رومانی             | ۱   | ۳    | ۰    | ۴     |
| ۵    | فرانسه             | ۰   | ۱    | ۰    | ۱     |
| ۶    | ژاپن               | ۰   | ۰    | ۴    | ۴     |
| ۷    | چکسلواکی           | ۰   | ۰    | ۱    | ۱     |